# Vedrin
Vedrin is een plaats en deelgemeente van de Belgische stad Namen, in de provincie Namen, in het Waals Gewest. Tot 1 januari 1977 was het een zelfstandige gemeente.

## Demografische ontwikkeling
- Bronnen:NIS, Opm:1831 tot en met 1970=volkstellingen, 1976= inwoneraantal op 31 december

## Bezienswaardigheden
- In het gehucht Frizet zijn de oude Église Saint-Martin en een calvarie met de omringende bomen beschermd.
- Het geheel van velden, weides en agrarische gebouwen van het plateau van Berlacomine tot Vedrin is als site beschermd.

## Geboren
- Théodore Alexis Joseph de Montpellier (1807-1879), bisschop
- Charles de Montpellier (1830-1914), volksvertegenwoordiger en provinciegouverneur
- Albert Benoit (1915-1995), senator

Deelgemeenten: Beez · Belgrade · Boninne · Bouge · Champion · Cognelée · Daussoulx · Dave · Erpent · Flawinne · Gelbressée · Jambes · Lives-sur-Meuse · Loyers · Malonne · Marche-les-Dames · Namen · Naninne · Rhisnes · Saint-Marc · Saint-Servais · Suarlée · Temploux · Vedrin · Wépion · Wierde

Overige plaatsen: Andoy · Bomel · Bossimé · Bricniot · Brumagne · Frizet · Grognon · Gros Buisson · Herbatte · La Plante · Limoy · Mosanville · Ronet · Salzinnes · Velaine · Wartet

Belgische gemeenten · arrondissement Namen · provincie Namen · Wallonië